# Anserimimus
Anserimimus é um gênero de dinossauro mais provavelmente omnívoro e bípede que viveu no fim do período Cretáceo. Media em torno de 3 metros de comprimento e seu peso é até então desconhecido devido ao número limitado de fósseis já encontrados.
O Anserimimus viveu na Ásia e foi descoberto na Mongólia. É difícil definir com precisão as características deste dinossauro porque o número de fósseis encontrados é muito pequeno.
O seu nome é uma referência à ordem de aves Anseriformes.